# Athena II
Athena II är en amerikansk fastbränsleraket. Raketen ingår i Athena-serien. Första uppskjutningen av raketen gjordes den 7 januari 1998. År 2012 gjordes första uppskjutningen med det nya kraftigare tredje steget.